# Polaryzacja polityczna
Polaryzacja polityczna – rozchodzenie się postaw politycznych od centrum w stronę skrajności ideologicznych.
Większość dyskusji na temat polaryzacji w naukach politycznych rozpatruje polaryzację w kontekście partii politycznych i demokratycznych systemów rządów. W systemach dwupartyjnych takich jak w Stanach Zjednoczonych polaryzacja polityczna zwykle ucieleśnia napięcie między odmiennymi ideologiami politycznymi i tożsamościami partyjnymi. Niektórzy politolodzy twierdzą jednak, że współczesna polaryzacja zależy w mniejszym stopniu od różnic politycznych na płaszczyźnie lewicowej i prawicowej, a w większym od innych podziałów, takich jak podział religijny przeciwko świeckiemu, nacjonalistyczny przeciwko globalistycznemu, tradycyjny przeciwko nowoczesnemu czy wiejski przeciwko miejskiemu. Polaryzacja jest związana z procesem upolitycznienia.